# مجلس شيوخ وايومنغ
مجلس شيوخ وايومنغ (بالإنجليزية: Wyoming Senate)‏ هو مجلس شيوخ ولاية وايومنغ الأمريكية، يقع المقر الرئيسي له في Wyoming State Capitol ‏، ويتكون من 30 مقعداً، وهو المجلس الأعلى في Wyoming Legislature ‏.

## طالع أيضًا
- Wyoming Legislature [الإنجليزية]‏